# Мухин, Ефрем Осипович
Ефре́м О́сипович Му́хин (28 января (8 февраля) 1766, с. Зарожное, Слободско-Украинская губерния, Российская империя — 31 января (12 февраля) 1850, сельцо Кольцово, Тарусский уезд, Калужская губерния, Российская империя) — русский врач, хирург, анатом, физиолог, основоположник российской травматологии. Заслуженный профессор и декан медицинского факультета Императорского Московского университета, действительный статский советник.

## Биография
Родился 28 января (8 февраля) 1766 года в Слободско-Украинской губернии, в дворянской семье. С сентября 1781 года учился в Харьковском коллегиуме. В мае 1787 года был назначен в Елисаветградский госпиталь для ухода за больными. В феврале 1789 года был переведён в главный госпиталь при главной квартире генерал-фельдмаршала князя Г. А. Потёмкина, где получил большую практику «не только в одном лазарете, но и на поле битвы», в том числе во время штурма Очакова. По окончании Русско-турецкой войны вернулся в Елисаветградский госпиталь, где с декабря 1789 года состоял подлекарем и прозектором анатомии. В январе 1791 года он был произведён в лекари и стал преподавать в медико-хирургической школе при госпитале остеологию и «науку о вывихах и переломах», а также исполнял должность хирурга. Он организовал в госпитале анатомический театр.
В январе 1795 года «для лучшего усовершенствования себя во врачебной науке» начал посещать лекции и практические занятия в Московском университете, с октября был определён адъюнктом в Московский военный госпиталь к Пеккену. Мухина положительно характеризовали профессора Московского университета: Семён Зыбелин (по химии и практической медицине), Пётр Страхов (по опытной физике), Франц Керестури (по анатомии и судебной медицине), Вильгельм Рихтер (по акушерству), Михаил Скиадан (по физиологии и патологии), Фома Барсук-Моисеев (по физиологии и патологии), Фёдор Политковский (по естественной истории); и 17 ноября 1795 года он прочитал две пробные лекции: «О важнейших в нынешнем столетии изобретениях во всех частях врачебной науки» (на латинском языке) и «О преуспеянии врачебных наук в Российском государстве» (на русском языке). С мая 1796 года исполнял должность прозектора в Московском медико-хирургическом училище. В апреле 1800 года он был определён главным врачом («первенствующим доктором») в Голицынскую больницу (без жалованья), где прослужил до августа 1810 года.
В августе 1800 года получил учёную степень доктор медицины и хирургии за сочинение «О возбуждениях, действующих на живое человеческое тело» и в сентябре занял должность адъюнкт-профессора Медико-хирургической академии. Одновременно, по приглашению митрополита Платона преподавал в 1802—1808 годах «весь курс медицинских наук» в Славяно-греко-латинской академии (без жалованья); также читал лекции в Московской духовной академии.
Профессор ММХА в 1809—1815 гг.; учёный секретарь совета ММХА в 1812—1814 гг. Во время захвата Москвы Наполеоном занятия в академии прекратились и Е. О. Мухин выехал с семьёй во Владимир, где работал в госпитале, откуда вернулся в академию в первые же дни после изгнания французов из Москвы.
В 1813—1817 годах состоял старшим доктором Московского воспитательного дома и главным доктором Московского коммерческого училища.
Летом 1813 года, по рекомендации М. Я. Мудрова, был приглашён на кафедру анатомии, физиологии и судебной медицины Московского университета «как человек, с давнего времени с успехами преданный сим наукам» на должность профессора кафедры анатомии, физиологии и судебной медицины. В университете в разное время он преподавал анатомию. В 1819 году курс анатомии был передан Х. И. Лодеру., физиологию, токсикологию, судебную медицину и медицинскую полицию. В 1816—1817 и 1821—1826 годах он был деканом медицинского факультета Московского университета.
Сочетая обширную практику с университетскими лекциями и руководством факультетом Мухин стремился поставить российские медицинские учреждения на европейский уровень. Он оказывал помощь многим талантливым, но бедным студентам, содержал на свои средства значительное количество врачей, готовившихся к профессуре и к практике в госпиталях. Вникая во все детали учебного процесса, Мухин создавал базу для развития медицинской науки на факультете: составил проект реорганизации медицинского факультета, переоборудовал анатомический театр, открыл специализированную медицинскую библиотеку, в которой студенты могли ознакомиться с новейшей (в том числе иностранной) литературой по медицине. Понимая необходимость учиться у европейских учёных, Мухин субсидировал молодых выпускников, выезжавших за границу.
Стремясь привлечь больше слушателей на медицинский факультет, Мухин сам читал лекции на русском языке и требовал этого от других; постоянно выступал против засилья профессоров-немцев на факультете, хотя «отнюдь не страдал ксенофобией», состоя членом Парижского, Гёттингенского и др. научных обществ, и стремясь поддерживать «дарование и прилежание каждого студента и каждого врача, без всякого различия его нации и вероисповедания». Большое внимание Мухин уделял переводу на русский язык и переизданию дорогих и мало доступных латинских учебников. В 1813—1815 он сам написал первый учебник по анатомии на русском языке.

Мухин — один из основоположников анатомо-физиологического направления в медицине и учения о важнейшей роли головного мозга во всех процессах здорового и больного организма. Создал учение о закономерностях индивидуального восприятия внешних и внутренних возбудителей, действующих на человеческий организм. Мухин был пропагандистом и организатором вакцинации в России, провёл первую в России противооспенную вакцинацию (1801). Значительны его заслуги и в разработке самостоятельной русской анатомической терминологии и внедрение в учебный процесс практических занятий студентов на трупах. Он заложил основы отечественной травматологии, разработал оригинальные методы вправления вывихов, лечения переломов и иммобилизации конечностей. Мухин первым в мировой истории предложил использовать хлорную известь для предотвращения распространения «заразного начала».
Член Совета по медицинской части при Министерстве народного просвещения (с 1816). Председатель Комитета, составленного из членов университета и академии для исследования явлений животного магнетизма (с 1816). Член правления Московского университетского благородного пансиона (с 1825).; с декабря 1825 года заведовал созданной им университетской аптекой; с 1826 по 1830 год служил бессменным заседателем Правления университета.
Во время эпидемии холеры, пришедшей в Москву в 1830 году, Е. О. Мухин ежедневно присутствовал во Временном медицинском совете. Член Комитета, «охранявшего живущих в университете и в заведениях ему подведомственных» (с 1830); с ноября 1830 года — член Комитета «для очищения товаров» и инспектором временной холерной больницы в Таганской части.
Покинул университет 1835 году в звании заслуженного профессора с чином действительного статского советника и пенсией равной годовому жалованию.
Покинув службу он не переставал заниматься практической медициной: Мухин славился не только как отличный преподаватель, но и как деятельный врач — имел в Москве огромное число пациентов. В разные годы Е. О. Мухин был личным врачом графа А. Г. Орлова-Чесменского и последней царицы Грузии Марии Георгиевны (вдовы грузинского царя Георгия XII).
На деньги Е. О. Мухина было построено и отремонтировано несколько православных храмов в разных регионах России. В том числе на Смоленщине после М.М.Грибоедова, в приобретенном селе Федяево Вяземского уезда, Е.О.Мухин в 1830 - 1831 гг. в камне завершил строительство Троицкого храма с приделом во имя Ефрема Сирина.
За два года до смерти, расставшись с практикой но продолжая заниматься наукой, переехал из собственного дома в Яузской части Москвы) в своё имение сельцо Кольцово Тарусского уезда Калужской губернии, где и скончался 31 января (12 февраля) 1850 года. Отпевание проходило в Покровской церкви села Полея, погребение совершал приходской священник Георгий Рождественский с причтем и священнослужителями Благовещенской церкви села Лысая Гора Тарусского уезда. Похороны состоялись при лысогорской церкви.

## Семья
8.11.1803 вступил в 1-й брак с Надеждой Осиповной Москвиной (?.1768—9.03.1830 «от чахотки»), дочерью крупного московского суконного и шелкового фабриканта, купца 1-й гильдии Осипа Яковлевича Москвина (24.03.1730—28.10.1817). В браке родились:
- Любовь (19.08.1804—20.12.1805).
- Александр (8.10.1805—26.10.1861 «от рака»). Женат на Александре Ивановне Дороховой (~1811—21.12.1875), дочери героя Отечественной войны 1812 года генерала И. С. Дорохова. А. Е. Мухин похоронен с женой и детьми в Москве, на Ваганьковском кладбище.
- Мария (18.04.1807—28.04.1884). Замужем за генерал-майором И. М. Канивальским (1790—17.05.1856). М. Е. Канивальская похоронена с мужем и сыновьями в Москве, в Покровском монастыре.
- Татьяна (?.04.1809—между 1811 и 1816).

31.01.1836 вступил во 2-й брак с Натальей Михайловной Костровой (9.11.1799—30.11.1845 «от удара»), майорской дочерью, классной дамой Московского Екатерининского института. Поручителями со стороны жениха были: поручик Н. П. Щепочкин, статский советник и кавалер В. А. Карадулин, коллежский асессор И. И. Однорал. Со стороны невесты: Начальница Московского Екатерининского института, кавалерственная дама, генерал-лейтенантша С. К. Певцова. В браке родились:
- Ольга (17.06.1837—30.03.1884 «от апоплексического удара»). О. Е. Мухина похоронена в Павловске, на городском кладбище.
- Ефрем (27.08.1838[18]—12.01.1896). Восприемниками при крещении Е. Е. Мухина были её высочество грузинская царица Мария Георгиевна (вдова грузинского царя Георгия XII) и её сын, его светлость грузинский царевич Ираклий Георгиевич Багратион. Е. Е. Мухин унаследовал отцовское имение сельцо Кольцово Тарусского уезда Калужской губернии. В январе 1884 г. Е. Е. Мухин избран почётным мировым судьёй по Тарусскому уезду[19]. Е. Е. Мухин похоронен в Москве, в Покровском монастыре.
- Анна (2.11.1839—?).

## Награды, чины, звания
Полувековая служба Е. О. Мухина была отмечена достойным образом:

### Награды(в хронологическом порядке)
- 15.02.1806 — Пожалован бриллиантовым перстнем от государя императора Александра I
- 31.12.1806 — Пожалован бриллиантовым перстнем от государя императора Александра I
- 15.03.1807 — Орден Святого Владимира 4 степени
- 27.04.1809 — Удостоен Высочайшего благоволения
- 27.04.1811 — Пожалован бриллиантовым перстнем от государя императора Александра I
- 14.04.1812 — Удостоен Высочайшего благоволения
- 8.08.1813 — Удостоен Всемилостивейшего благоволения государыни императрицы Марии Фёдоровны («за прекращение болезней в Московском коммерческом училище»)
- 20.05.1814 — Удостоен Всемилостивейшего благоволения государыни императрицы Марии Фёдоровны («за прекращение цынготной эпидемии»)
- 4.09.1814 — Удостоен Всемилостивейшего благоволения государыни императрицы Марии Фёдоровны («за прекращение желчных горячек с нервическими припадками»)
- 13.02.1815 — Получил из рук Её Императорского Величества «богатый бриллиантовый перстень и превосходный карманный прибор хирургических инструментов»
- 20.05.1815 — Удостоен Всемилостивейшего благоволения государыни императрицы Марии Фёдоровны («за усердие к службе»)
- 20.08.1815 — Удостоен Всемилостивейшего благоволения государыни императрицы Марии Фёдоровны («за прекращение кори»)
- 15.08.1817 — Удостоен Всемилостивейшего благоволения государыни императрицы Марии Фёдоровны, сопровождавшегося драгоценными подарками («за ревностную при Московском Воспитательном Доме службу»)
- 15.06.1818 — Удостоен Всемилостивейшего благоволения государыни императрицы Марии Фёдоровны, сопровождавшегося драгоценными подарками («за ревностную при Московском Воспитательном Доме службу»)
- 3.02.1824 — Орден Святой Анны 2 степени
- 16.06.1830 — Объявлена признательность от местного начальства («при увольнении его от должности бессменного заседателя Правления Московского университета»)
- 10.03.1831 — Получил благодарность Московского военного генерал-губернатора («за ревностное содействие к пособию страждущим во вверенной ему, во время холеры, таганской части»)
- 19.03.1831 — Удостоен Высочайшего благоволения
- 22.05.1831 — Орден Святой Анны 2 степени, украшенный Императорской короной
- 21.08.1831 — Удостоен Высочайшего благоволения
- 11.11.1832 — Объявлена признательность от местного начальства («за пожертвование 1000 рублей ассигнациями для устроения при университетской астрономической обсерватории громового отвода с воздушным электрометром и ветропоказателем»)
- 31.12.1832 — Объявлена признательность от местного начальства («за пожертвование Московскому коммерческому училищу минерального кабинета, стоимостью более 2000 рублей»)
- 22.08.1834 — Знак отличия беспорочной службы за XL лет
- 12.04.1835 — Орден Святого Владимира 3 степени

### Чины(в хронологическом порядке)
- 11.03.1803 — коллежский асессор («за отличное усердие к службе при Голицынской больнице»)
- 10.05.1804 — надворный советник
- 18.04.1816 — коллежский советник, со старшинством
- 10.11.1817 — статский советник
- 24.01.1826 — действительный статский советник

### Звания(в хронологическом порядке)
- 3.10.1804 — избран корреспондентом Парижского гальванического общества
- 23.03.1805 — избран членом Гёттингенского повивального общества
- 27.05.1805 — избран ординарным членом Московского физико-медицинского общества
- 16.05.1806 — избран почётным членом Санкт-Петербургского медико-филантропического общества
- 15.01.1807 — избран почётным членом Московского общества испытателей природы
- 3.08.1812 — избран почётным членом Харьковского университета
- 27.11.1817 — избран корреспондентом, «по части учёной», Комитета Императорского Человеколюбивого общества
- 29.05.1835 — присвоено звание заслуженного профессора Императорского Московского университета

## Сочинения

### Оригинальные(в хронологическом порядке)
- О важнейших в нынешнем столетии изобретениях во всех частях врачебной науки. Пробная лекция, прочитанная на латинском языке в Москве 17 ноября 1795 г. (Рукопись. Место хранения неизвестно);
- О преуспеянии врачебных наук в Российском государстве. Пробная лекция, прочитанная по-русски 17 ноября 1795 г. (Рукопись. Место хранения неизвестно);
- De Kentrologia. — М., 1800. Рукописная диссертация, представленная в Московскую медицинскую контору 5 октября 1800 г. для получения докторского звания. Найдена в Центральном государственном архиве Ленинграда М. А. Тикотиным и переведена на русский язык А. М. Марковичем;
- De stimulis, corpus humanum vivum afficientibus. — Gottingae, 1804. — 110 p.;
- Разговор о пользе прививания коровьей оспы. — М., 1804. — 55 с.;
- Роспись, сколько выпользовано в Голицынской больнице с начала заведения её, то есть с 22 июля 1802 г. по 1 марта 1804 г. Вестник Европы. — М., 1804, № 11, С.214—216;
- Операции, сделанные в Голицынской публичной больнице лектором-оператором Ефремом Мухиным. Вестник Европы. — М., 1804, № 11, С.216—219;
- О числе больных и хирургических операциях, сделанных в Голицынской публичной больнице доктором и оператором Ефремом Мухиным с 1 апреля по 1 августа 1804 г. Новости русской литературы. — М., 1804, ч. 12, С.118—125;
- Рассуждение о средствах и способах оживотворять утопших, удавленных и задохшихся, при публичном испытании студентов Московской славяно-греко-латинской академии, окончивших первый тригодичный курс медико-хирургических познаний, торжественно произнесённое 11 июля 1805 г. — М., 1805, 136 с.;
- Первые начала костоправной науки, сочинённые доктором медицины и хирургии… Ефремом Мухиным, изданные иждивением сочинителя, в пользу соотичей и для употребления учащихся медико-хирургической науке в Московской духовной академии, с приложением 37 чертежей. — М., 1806, 242 с.;
- О числе больных и об операциях, сделанных в Голицынской публичной больнице в продолжение 1805 г. Весник Европы. — М., 1806, № 17, С.47—52;
- О числе больных и об операциях, сделанных в Голицынской публичной больнице в продолжение 1806 г. Весник Европы. — М., 1807, № 6, С.117—127;
- О хирургических операциях, благополучно сделанных доктором и оператором Ефремом Мухиным вне Голицынской публичной больницы. Весник Европы. — М., 1807, № 7, С.211—216;
- Прибавление к разговору о пользе прививания коровьей оспы. — М., 1807, 50 с. То же в Московских ведомостях. — М., 1807, № 17, С.362—365; № 18, С.383—386; № 19, С.411—413; № 21, С.464—466;
- Сокращение, извлечённое из наблюдений, учинённых над прививанием коровьей оспы, с приложением 16 чертежей. — М., 1807;
- Описания хирургических операций, сочинённые доктором медицины и хирургии… Ефремом Мухиным, и изданные собственным иждивением его для пользы соотичей, учащихся медико-хирургической науке и молодых лекарей, занимающихся производством хирургических операций, с приложением 12 чертежей. — М., 1807, 201 с.
Глава I. О проломе верхушки головы, соединённом с раною мозга и его покровов. То же в Медико-физическом журнале. — М., 1807, т. II, С.44.
Глава II. О благополучном исцелении больного младенца, страдавшего проломом лба со вдавливанием отломка внутрь. То же в Медико-физическом журнале. — М., 1807, т. II, С.59;
- Новый опыт перевода анатомических выражений на российский язык (читан в Медико-физическом обществе 3 декабря 1810 г. Сгорел вместе с делами Медико-физического общества в 1812 г.);
- Краткое наставление простому народу о пользе прививания предохранительной оспы. — М., 1811;
- Врачебное наблюдение пятое на десять о действии мухоморов на людей и благополучном лечении оного. — М., 1811, 15 с.;
- Анатомо-патологическое наблюдение о мешечной водяной болезни яичников. — М., 1811;
- Связесловие и мышцесловие. — М., 1812. Принята за учебник, но в 1812 г. сгорела.;
- Курс анатомии для воспитанников 1-го класса, обучающихся медико-хирургической науке, признанный за классический и изданный на казённое иждивение Московским отделением Медико-хирургической академии. — 7 ч., — М., 1813—1815, 851 с.; Курс анатомии, исправленный и умноженный. 2-е изд.: 8 ч., — М., 1818, 963 c.;
- Наука о мокротных сумочках тела человеческого. — М., 1815; (2-е изд. — М., 1816, 23 с.);
- De sensibilitatis sede et actione oratio, quam in conventu solemni Universitatis Caesereae litterarum Mosquensis 26 Julii 1817. — М., 1817, 26 p.;
- Рукописное прибавление к руководству И. Я. Пленка «Избранные предметы относительно судебной медико-хирургической науки». — СПб., 1799, 174 с. (рукопись находилась у профессора Военно-медицинской академии имени С. М. Кирова А. Н. Максименкова);
- Наблюдения о проломе верхушки головы и о проломе лба, сделанные и читанные в собрании Медико-физического общества профессором Ефремом Мухиным. Медико-физический журнал, — М., 1821, ч. 2, С.44—66;
- Анатомико-патологическое наблюдение третье профессора Ефрема Мухина о мешечной водяной болезни яичников. Медико-физический журнал, — М., 1821, ч. 2, С.76—112;
- Наблюдение четвёртое Ефрема Мухина о действии мухоморов на людей и благополучном лечении от оного. Медико-физический журнал, — М., 1821, ч. 2, С.113—127;
- Способ печь хлебы из пногопитательного пороста (исландского моху, Cetraria polytropha) и мер против ченых рожков. Московские ведомости, — М., 1822, № 65, С.2007; № 66, С.2034; № 68, С. 2096—2097; № 69, С.2126—2127; № 71, С.2178—2179; № 72, С.2209—2211; № 73, С.2236—2237; № 74, С.2267—2269; № 75, С.2289—2290; № 76, С.2324—2325; № 78, С.2381—2382; № 79, С.2422—2423; № 80, С.2461; № 81, С.2492—2493; № 82, С.2422—2423; № 82, С.2527—2529; № 84, С.2598—2600; № 85, С.2631—2633; № 86, С.2664—2667; № 88, С.2729—2731; № 90, С.2803—2806; № 96, С.2990—2993; № 97, С.3027—3029; № 99, С.3089—3091; № 100, С.3120—3121; № 104, С.3275;
- Способ печь хлебы из многопитательного пороста (исландского моху, Cetraria polytropha), изобретённый и описанный в Московских ведомостях 1822 г. доктором медицины Ефремом Мухиным, и меры против чёрных рожков. — М., 1823, 32 с.;
- О способах к открытию жизни в мнимоумерших. Московские ведомости, — М., 1823, № 102, С.3298—3299; № 103, С.3336— 3338; № 104, С. 3378—3379;
- De Kentrologia generatim. В кн.: Lenhossek M. etc. Institutiones physiologiae organismi humani, t. 1. — М., 1823, С.60—131;
- Краткое наставление о составлении, свойстве и употреблении хлоровой извести противу гнилых, заразительных болезней при вскрытии трупов и в анатомии. — М., 1830, 10 с. (То же в газете «Московские ведомости». — 1827. — № 9. — С.312—314.);
- Краткое обозрение способа лечения наносной холеры, о паровых ванне и самоваре, о постной и рыбной пище. — М., 1830, 32 с.;
- Записка о паровой ванне. — М., 1830, 7 с.;
- Краткое описание парового самовара, изобретённого г. Мухиным. — М., 1830, 5 с.;
- Записка о постной пище. — М., 1830, 6 с.;
- Записка о рыбной пище. — М., 1830, 6 с.;
- Описание способов узнавать и лечить наносную холеру с приложением записок о паровых самоваре и ванне, постной и рыбной пище и воздухопроводе, с 3 рисунками. — М., 1831, 360 с.;
- Краткое наставление врачевать от укушения бешеных животных. — М., 1831, 43 с.;
- О возбуждениях. В кн.: Начальные основания физиологии Михаила Ленгоссека, ч. I, 1832, С.89—216;
- Вопросы, предлагаемые с изустными дополнениями, при частных и публичных испытаниях профессором Ефремом Осиповичем Мухиным. В кн.: Начальные основания физиологии Михаила Ленгоссека, ч. II, — М., 1832, I—XX с.;
- Вопросы из физиологии, судебной медицины и медицинской полиции, предлагаемые на частных и публичных испытаниях анатомии, физиологии, судоврачебной науки, врачебной полиции, ординарным профессором Е. О. Мухиным. — М., 1833, 51 с.;
- Дополнительные вопросы… — М., 1834;
- Способ печь хлебы из обыкновенной всякой муки хлебных зерен с прибавлением муки из смолотой соломы, изобретённый и изложенный доктором медицины Ефремом Мухиным. — М., 1834, 24 с.

### Переводные труды, изданные под руководством Е. О. Мухина, «с его прибавлениями и дополнениями»(в хронологическом порядке)
- Fischer J.B. Manualis practicus anatomiae. Перевод Е. О. Мухина с немецкого на латинский язык. — М., 1796;
- Дедиер Рассуждение о жёлтой американской горячке. Перевод Е. О. Мухина с латинского на русский язык. — М., 1806;
- Шпиринг Рассуждение или описание свойства, употреблений и пользы минеральных или самородных целительных вод. Переведено с немецкого студентом богословия Московской духовной академии Василием Наумовым по препоручению и под руководством доктора медицины и хирургии Ефрема Осиповича Мухина. — М., 1807;
- Capuron Nova Fundamenta medicinae. Перевод Е. О. Мухина с французского языка на латинский. — М., 1812;
- Шпренгель К. Лекарственник или фармакология. Переведена с латинского языка студентом медицины Александром Иовским. — М., 1820;
- Jpey A. Primae lineae pathologiae generalis. Перевод Е. О. Мухина с немецкого на латинский язык. — М., 1821;
- Sprengel C. Institutiones medicae. Therapia generalis. Перевод Е. О. Мухина с немецкого на латинский язык. — М., 1821;
- Sprengel C. Medicina forensis. Перевод с немецкого на латинский язык. — М., 1821;
- Ниманн И. Ф. Руководство к осмотру аптек и прочих врачебных запасов, как и хирургических наборов, которые требуют врачебно-полицейского надзора. С немецкого перевёл Александр Иовский. — М., 1822;
- Jpey A. Elementorum medicinae practicae. Перевод Е. О. Мухина с немецкого на латинский язык. — М., 1823;
- Генке А. Руководство к познанию и лечению младенческих болезней. Переведено с немецкого языка при Московском университете лекарем Акимом Война-Кудринским и студентом Фёдором Графом. — М., 1823;
- Lenhossek M. Institutiones physiologiae organismi humani. Перевод Е. О. Мухина с немецкого на латинский язык. — М., 1823—1824; 2-е изд., 1831;
- Консбрух Г. В. и Эбермейер И. Х. Наука сочинять рецепты. Перевод с немецкого языка Григория Рясовского. — М., 1824; (Рясовский посвятил этот перевод Е. О. Мухину);
- Карбинский Д. Краткое описание о познании и лечении рвоты с поносом. перевод с армянского языка. — М., 1824;
- Орфила М. Средства для спасения отравленных и мнимоумерших, с прибавлением приличных способов узнавать яды, подделанные вина и различать истинную смерть от кажущейся. Перевод с французского Гаврила Медведева. — М., 1824;
- Шпренгель К. Семиотика или признаковедение, то есть наука о признаках болезненного состояния человека. Перевод с немецкого языка доктором медицины Иваном Зацепиным. — М., 1824;
- Hartmann Ph.C. Pharmacologia dinamica. Перевод Е. О. Мухина с немецкого языка на латинский. — М., 1825; 2-е изд., — М., 1831;
- Гуфеланд К. В. Руководство к физическому и нравственному воспитанию женского пола. По Э. Дарвину, обработанное и дополненное К. В. Гуфеландом. Перевёл с немецкого доктор медицины Иван Зацепин. — М., 1825;
- Шнейдер Т. И. О лечении болезней, происходящих от сильно действующих средств и о судебно-врачебном осмотре потерпевших вред от оных. Перевёл с немецкого языка доктор медицины Иван Зацепин. — М., 1825;
- Бухан В. Верный хранитель здравия матерей и детей. Перевод с английского Ивана Кеппена. — М., 1826;
- Шеффер Наставление об оживлении мнимоумерших. Перевод с немецкого Ивана Кеппена. — М., 1826;
- Морин Г. И. Друг здоровья, или карманная книжка, содержащая краткие и ясные наставления: каким образом ходить за больными, приготовлять пищи и лекарства для них, способы, как поступать во время родов с родильницей и новорождённым младенцем; также содержащая описание и других многих болезней и способы врачевания оных. Перевод с французского студента Московского университета Ивана Войтова. — М., 1826;
- Вестфальт К. Краткое начертание женских болезней с показанием верного способа лечения и предохранения от оных на основании наблюдений и предписаний отличнейших врачей и акушеров новейшего времени, для каждой образованной женщины. Переведено с немецкого языка лекарем Иваном Кеппеном. — М., 1827;
- Робертсон А. Разговоры анатомико-физиологическо-химико-терапевтические, в 2 частях. Перевёл с латинского 3-го издания лекарь Иван Белоусович. — М., 1827;
- Рассуждение о крестообразных растениях. Переведено с немецкого языка студентом Корнух-Троцким. — М., 1827;
- Шнейдер П. И. О мерах врачебной полиции против обстоятельств, вредных обществу, или о вредных вещах, угрожающих здоровью людей в пище, питьё и других необходимых в общежитии предметах, о средствах узнавать умышленные и неумышленные вредные подмеси и предохранять здоровье от опасности, также о вредном влиянии на общество и искоренении ядовитых растений и лжеврачей или шарлатанов. Перевёл с немецкого языка доктор Иван Зацепин. — М., 1827;
- Зальцер О приуготовлении белил. Перевод с немецкого языка. — М., 1828;
- Celsi A. De medicina. Libri octo, с предисловием Е. О. Мухина. — М., 1828;
- Начальные основания фармацевтической химии. С немецкого языка переведены Корнух-Троцким. — М., 1829;
- Гондрет Сельский врач. Перевод Войтова. — М., 1829;
- Ленгоссек М. и др. Начальные основания физиологии. Т. 1—2. Перевод с латинского языка Д. Викула. — М., 1832;
- Вильдберг Диететика, или наука о сохранении здравия и жизни. Перевод с немецкого П. Дубовицкого под наблюдением Е. О. Мухина. — М., 1833; 2-е изд., — М., 1853.

## Ученики
Непременно предопределено было Е. О. Мухину повлиять очень рано на мою судьбу. В глазах моей семьи он был посланником Неба; в глазах 10-летнего ребёнка, каким я был в 1820-х годах нашего века, он был благодетельным волшебником, чудесно исцелившим лютые муки брата. Родилось желание подражать; надивившись на доктора Мухина, начал играть в лекаря; когда мне минуло 14 лет, Мухин, профессор, советует отцу послать меня прямо в университет, покровительствует на испытании, а по окончании курса он же приглашает вступить в профессорский институт. И за все это чем же я отблагодарил его? Ничем. Скверная черта, но она не могла не проявиться во мне… Si la jeunesse savait! Теперь бы я готов был наказать себя поклоном в ноги Мухину; но его давно и след простыл. Si la vieillesse pouvait! Так на каждом шагу придётся восклицать то же самое. Даже не верится, я ли был тогда на моём месте.— Пирогов Н. И. Вопросы жизни. Дневник старого врача. — М.: Книжный Клуб Книговек, 2011. — С. 224—225.

## Память о Е. О. Мухине
- Решением 24-го заседания Смоленской областной Думы № 789 от 29.10.2015 г. имя Е. О. Мухина присвоено смоленскому областному государственному бюджетному профессиональному образовательному учреждению Вяземский медицинский колледж[21][22]. Это первая акция по увековечению памяти Е. О. Мухина на территории Российской Федерации. В феврале 2021г. на здании Вяземского медколледжа, носящего имя Е.О.Мухина, в его честь открыта мемориальная доска[23].
- С 18 марта 2016г. по 5 ноября 2025г. имя Е.О.Мухина носило Государственное бюджетное учреждение здравоохранения города Москвы «Городская клиническая больница имени Е. О. Мухина Департамента здравоохранения города Москвы». Прекращение деятельности юридического лица путем реорганизации в форме присоединения от 05.11.2024г.: https://star-pro.ru/proverka-kontragenta/organization/1037700233790--gbu-zdravooxraneniya-goroda-moskvy-gorodskaya-klinicheskaya-b-ca-imeni-e-o-muxin
- Памятник Е. О. Мухину установлен в г. Таруса Калужской области в сквере ГБУЗ КО «ЦРБ Тарусского района» 9.7.2016 г. на средства Михаила Владимировича Кононова, прапраправнука Е. О. Мухина; автор бюста — художник-скульптор, член Союза художников Белоруссии Игорь Чумаков[24][25][26].

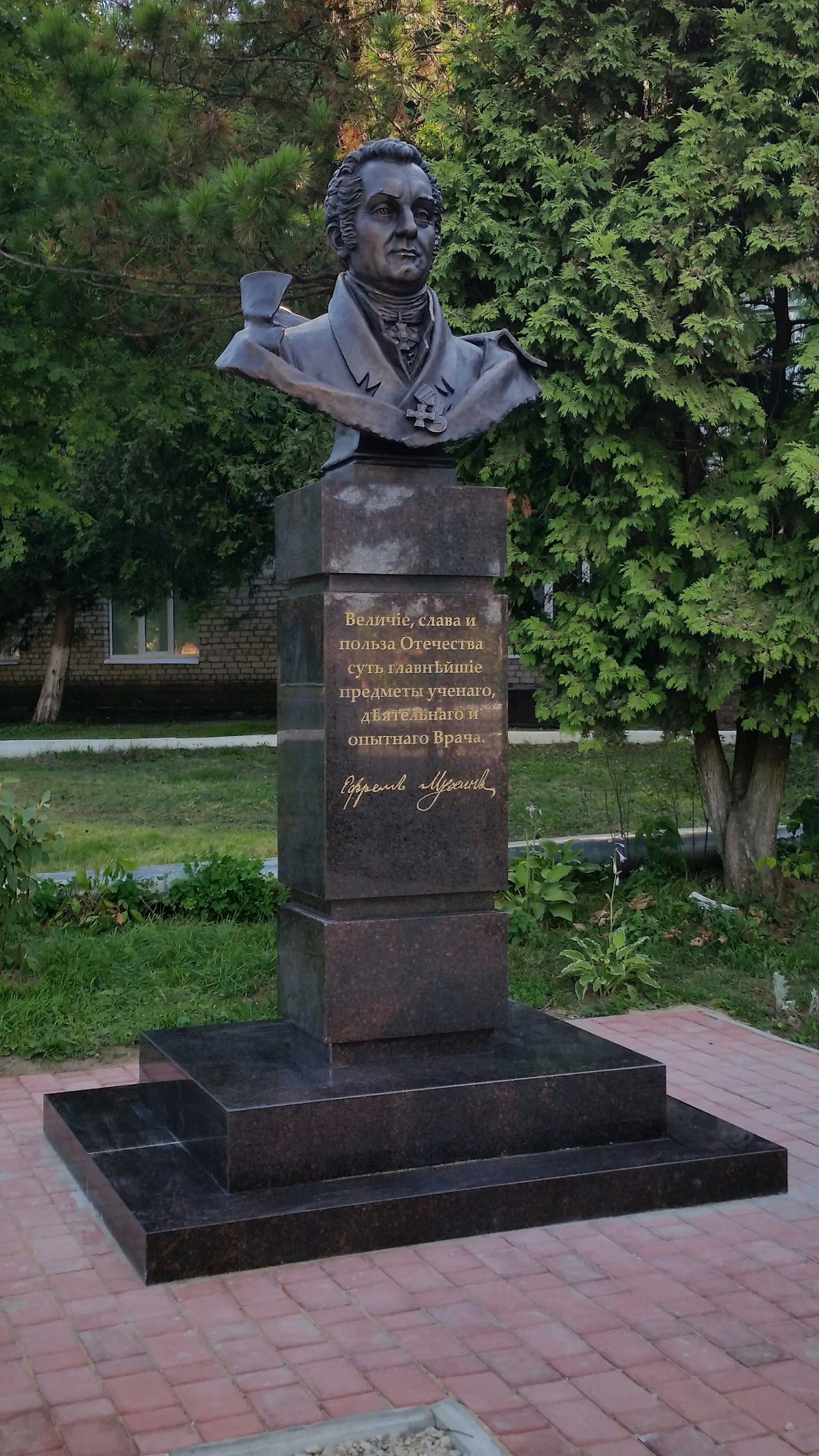
Памятник Е.О. Мухину в Тарусе. Вид спереди.
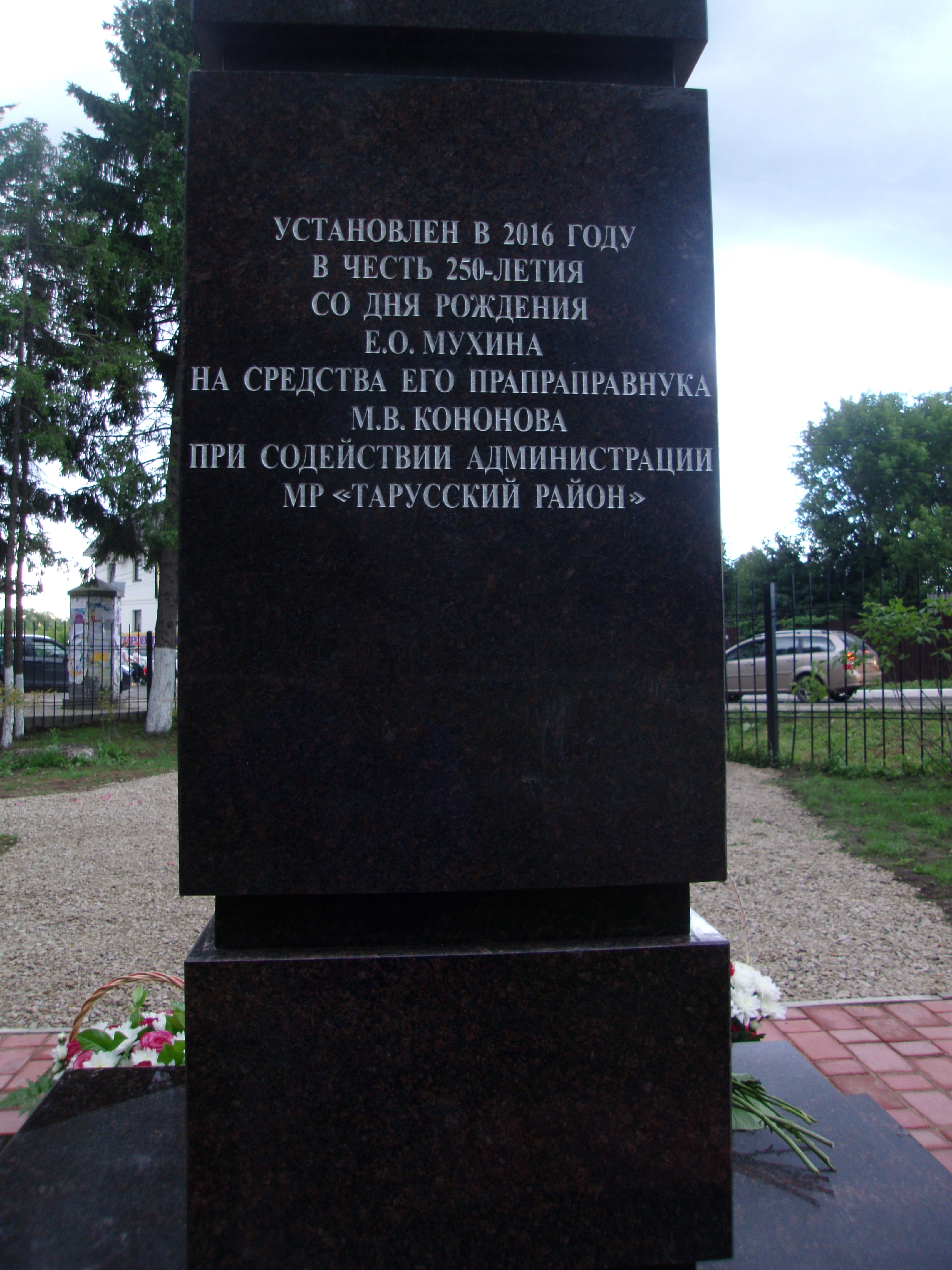
Памятник Е.О. Мухину в Тарусе. Вид сзади.

- Памятный знак Е. О. Мухину установлен на кладбище близ села Лысая Гора Тарусского района Калужской области (бывш. кладбище при Благовещенской церкви села Лысая Гора) в 2016 г.

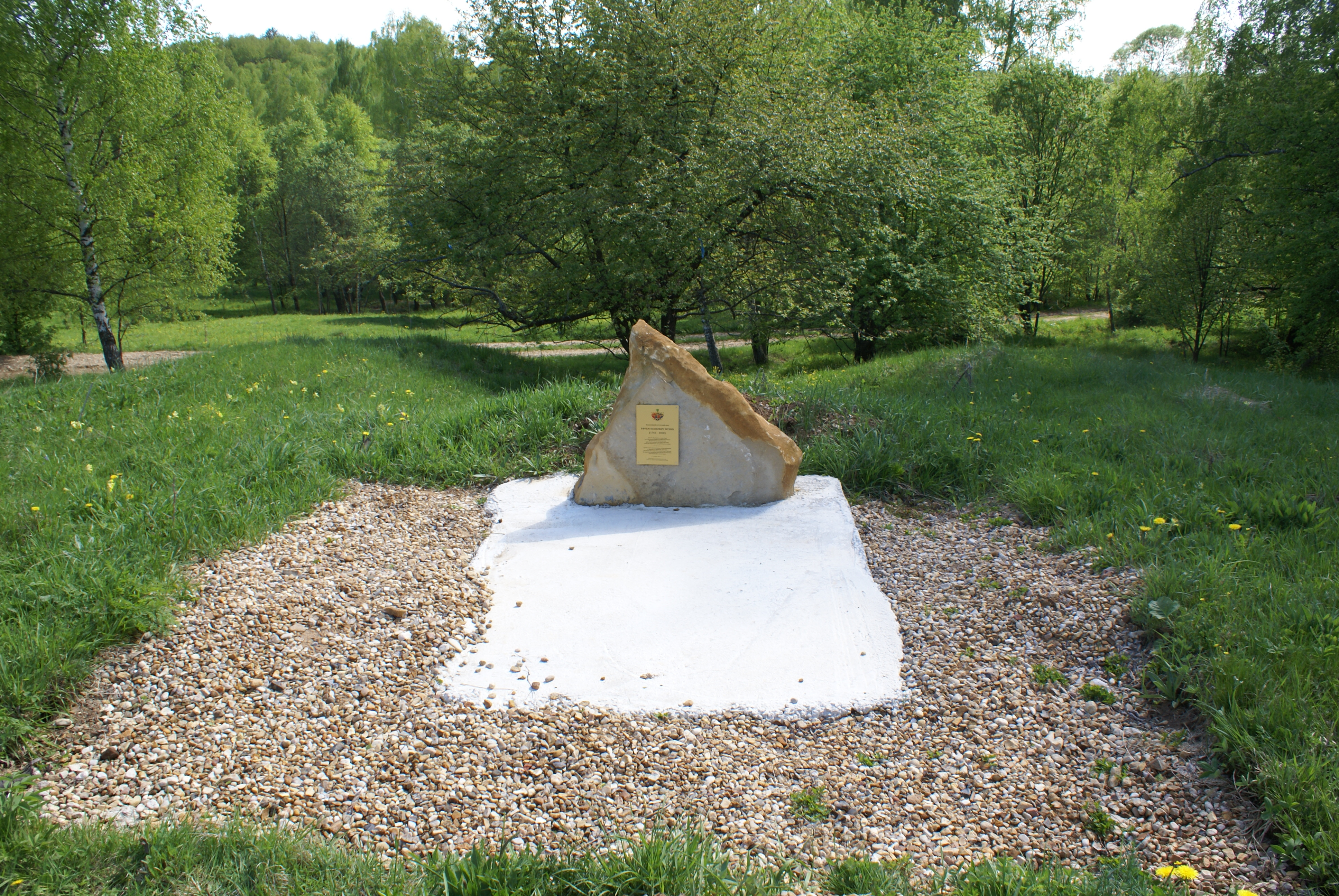
Памятный знак на месте захоронения Е.О. Мухина близ села Лысая Гора.
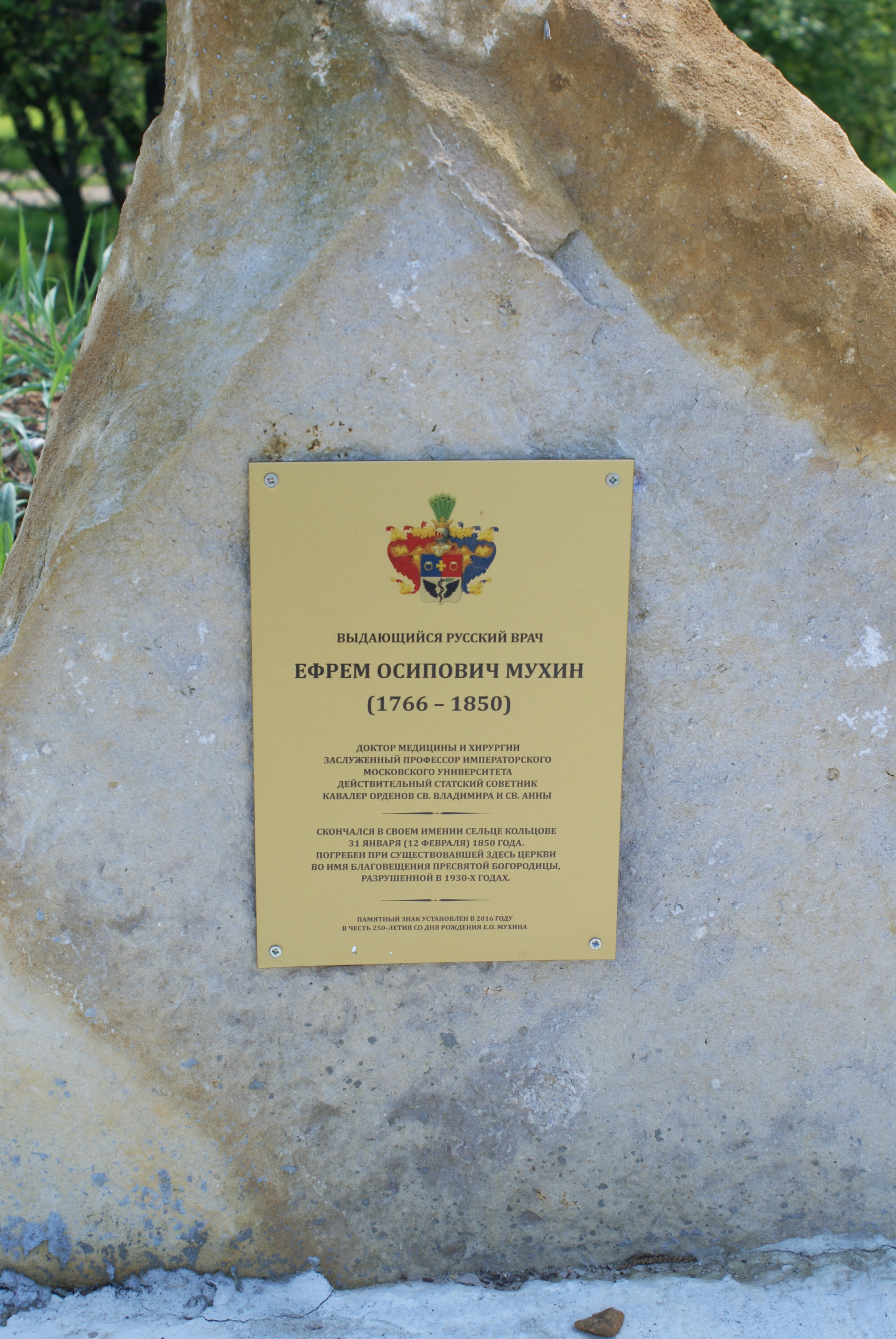
Табличка на памятном знаке.

- Памятник Е. О. Мухину установлен в с. Зарожное Чугуевского района Харьковской области 8.10.2016 г. Идея установить памятник в месте рождения врача с мировым именем принадлежит Александру Алексеевичу Малышу.

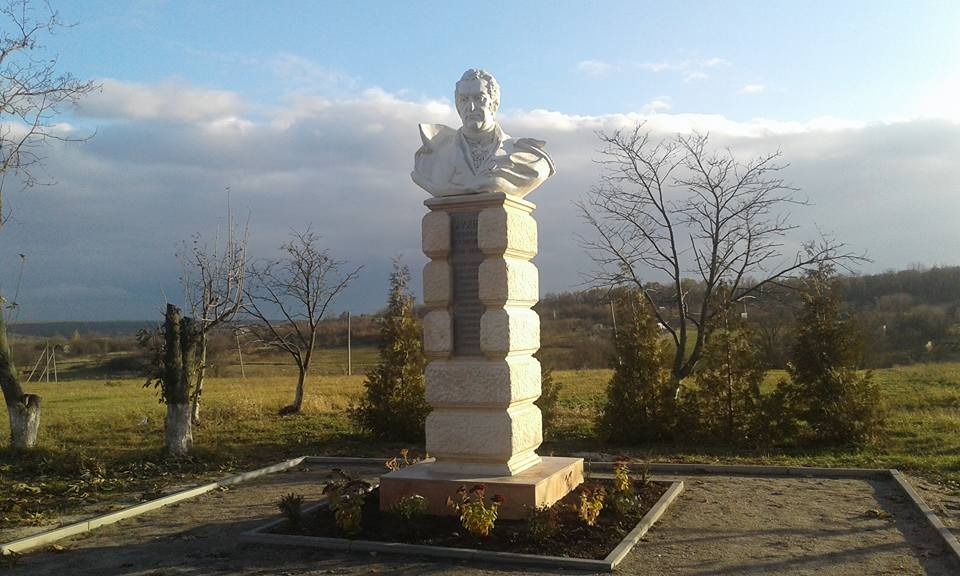
Памятник Е.О. Мухину в селе Зарожное.

- Решением Совета депутатов Гагаринского сельского поселения Гагаринского района Смоленской области I созыва № 31 от 27 сентября 2022г. на территории бывшего имения профессора Е.О.Мухина в деревне Извозки в его честь названа улица[27].